# Wereldbeker schaatsen 2007/2008 - Wereldbeker 7
De zevende Wereldbekerwedstrijd langebaanschaatsen in het seizoen 2007-2008 vond plaats op 2 en 3 februari 2008 op het Circolo Pattinatori Pinè in het Italiaanse Baselga di Pinè. De wedstrijden werden geteisterd door slecht weer en de 5000 meter voor mannen werd zelfs na vier ritten gestaakt.
| Programma                |                                                         |
| Datum                    | Onderdeel                                               |
| zaterdag 2 februari 2008 | 1500m vrouwen 5000m mannen Ploegenachtervolging vrouwen |
| zondag 3 januari 2008    | 1500m mannen 3000m vrouwen Ploegenachtervolging mannen  |

## Uitslagen
| afstand                      | Goud                                    | Zilver                                  | Brons                                   |
| ---------------------------- | --------------------------------------- | --------------------------------------- | --------------------------------------- |
| 1500m mannen                 | Shani Davis                             | Simon Kuipers                           | Mark Tuitert                            |
| 5000m mannen                 | Wedstrijd gestaakt vanwege slecht weer. | Wedstrijd gestaakt vanwege slecht weer. | Wedstrijd gestaakt vanwege slecht weer. |
| Ploegenachtervolging mannen  | Noorwegen                               | Nederland                               | Rusland                                 |
| 1500m vrouwen                | Kristina Groves                         | Martina Sáblíková                       | Christine Nesbitt                       |
| 3000m vrouwen                | Martina Sáblíková                       | Claudia Pechstein                       | Katrin Mattscherodt                     |
| Ploegenachtervolging vrouwen | Rusland                                 | Japan                                   | Polen                                   |